# Ain't Got No, I Got Life
Ain't Got No, I Got Life est une des chansons les plus connues de Nina Simone.
La chanson est un mélange de "Ain't Got No" et de "I Got Life", deux airs tirés de la comédie musicale Hair, avec des paroles de James Rado (en) and Gerome Ragni (en) sur une musique de Galt MacDermot. Mais l'assemblage de ces deux chansons est l'œuvre propre de Nina Simone. La chanteuse en a fait un véritable hymne de la culture noire et une chanson féministe, en pleine lutte pour les droits civiques des Noirs américains. 